# Alice Cibois
Alice Cibois (* 1973) ist eine französische Ornithologin, die als wissenschaftliche Mitarbeiterin an der Abteilung für Vögel und Säugetiere am Muséum d’histoire naturelle de la Ville de Genève tätig ist.

## Leben
Im Jahr 2000 promovierte Cibois mit der Dissertation Phylogénie et biogéographie des Timaliidae (Aves, Passeriformes) unter der Leitung von Christian Érard am Muséum national d’histoire naturelle in Paris zum Ph.D. Anschließend forschte sie bis 2002 als Postdoktorandin in der ornithologischen Abteilung des American Museum of Natural History. Cibois ist auf die Systematik und Phylogenese von Sperlingsvögeln mittels molekularbiologischer Methoden spezialisiert. Ihre Arbeit konzentriert sich auf asiatische und afrikanische Vogelfamilien, darunter Timalien (Timaliidae), Bülbüls (Pycnonotidae), Fliegenschnäpper (Muscicapidae) und Drosseln (Turdidae). Weitere Eckpfeiler ihrer Forschungsarbeit sind die Phylogenese, Biogeographie und die Evolution der Avifauna Französisch-Polynesiens sowie Studien über Motten auf den Galapagosinseln. Cibois verfasste zahlreiche Artikel über die Phylogenese mittels DNA-Analyse, die Evolution sowie die Biogeographie von Sperlingsvögeln, die unter anderen in den Journalen Emu, Ibis, Pacific Science, Zootaxa, Notornis, Zoologica Scripta, im Bulletin of the British Ornithologists’s Club, Molecular phylogenetics and Evolution, The Condor, The Auk, Journal of Ornithology, Journal of Avian Biology und Zoosystema veröffentlicht wurden. 2003 verfasste sie das Buchkapitel Avian higher-level phylogenetics and the Howard & Moore Checklist of Birds in der dritten Auflage von Edward C. Dickinsons Werk The Howard & Moore Complete Checklist of the Birds of the World. 2004 schrieb sie gemeinsam mit Joel Cracraft und mehreren anderen Kollegen den Beitrag Phylogenetic relationships among modern birds (Neornithes): Toward an avian tree of life für das Buch Assembling the Tree of Life von Joel Cracraft, Michael J. Donoghue. Zwischen 2006 und 2012 veröffentlichte Cibois mehrere Artikel über die Rohrsänger Französisch-Polynesiens und anderer Teile des Pazifiks, darunter über die ausgestorbenen Taxa Acrocephalus astrolabii und Acrocephalus longirostris. 2010 führte sie die neue Familie Bernieridae ein, für eine Gruppe madegassischer Sperlingsvögel, die zuvor den Grasmücken, Bülbüls und Timalien zugeordnet wurden.
Cibois ist Präsidentin der Swiss Systematics Society (SSS), die zur Akademie der Naturwissenschaften Schweiz (SCNAT) gehört. Ferner ist sie Mitarbeiterin bei der Arbeitsgruppe «Naturwissenschaftliche Sammlungen der Schweiz».

## Schriften (Auswahl)

### Wissenschaftliche Artikel
- M. J. Andersen, H. T. Shult, A. Cibois, J. C. Thibault, C. E. Filardi, R. G. Moyle: Rapid diversification and secondary sympatry in Australo–Pacific kingfishers (Aves: Alcedinidae: Todiramphus). In: Royal Society Open Science. Band 2, Nr. 2, 2015, S. 140375.
- J. C. Thibault, A. Cibois, J. Y. Meyer: Birds of Uvea (Wallis), Futuna and Alofi islands (South–West Pacific): an update. In: Notornis. Band 62, 2015, S. 30–37.
- Alice Cibois, Jean–Claude Thibault, Jean–Yves Meyer, Eric Pasquet: On the origin of sympatric fruit doves in a small and remote Pacific archipelago. In: Pacific Science. vol. 69, no. 3, 2014.
- E. Pasquet, F. K. Barker, J. Martens, A. Tillier, C. Cruaud, A. Cibois: Evolution within the nuthatches (Sittidae: Aves, Passeriformes): molecular phylogeny, biogeography, and ecological perspectives. In: Journal of Ornithology. Band 155, Nr. 3, 2014, S. 755–765.
- J. C. Thibault, A. Cibois, J. Y. Meyer: Les oiseaux des îles Uvea (Wallis), Futuna et Alofi: tendances, mise à jour des informations et propositions de conservation. 2014.
- P. Smith, A. Cibois, F. Straube: On the Paraguayan specimens of Nothura darwinii (Aves: Tinamidae) and Glaucis hirsutus (Aves: Trochilidae) in the collection of the Natural History Museum of Geneva (Switzerland), with a review of South Brazilian reports of the latter. In: Revue Suisse de Zoologie. Band 121, Nr. 1, 2014, S. 3–9.
- M. Ruedi, B. Stadelmann, Y. Gager, E. J. Douzery, C. M. Francis, L. K. Lin, A. Cibois: Molecular phylogenetic reconstructions identify East Asia as the cradle for the evolution of the cosmopolitan genus Myotis (Mammalia, Chiroptera). In: Molecular phylogenetics and evolution. Band 69, Nr. 3, 2013, S. 437–449.
- J. C. Thibault, A. Cibois, J. F. Butaud, F. A. Jacq, E. Poroi, J. Y. Meyer: Breeding birds of Hatuta ‘a, Marquesas Islands: species inventory and influence of drought on their abundance. In: Bull. B.O.C. Band 133, Nr. 3, 2013.
- A. Cibois, J. C. Thibault, E. Pasquet: The molecular basis of the plumage colour polymorphism in the Tahiti reed‐warbler Acrocephalus caffer. In: Journal of Avian Biology. Band 43, Nr. 1, 2012, S. 3–8.
- J. C. Thibault, A. Cibois: From Early Polynesian Settlements to the Present: Bird Extinctions in the Gambier Islands 1. In: Pacific Science. Band 66, Nr. 3, 2012, S. 271–281.
- T. Saitoh, A. Cibois, S. Kobayashi, E. Pasquet, J. C. Thibault: The complex systematics of the Acrocephalus of the Mariana Islands, Western Pacific. In: Emu. Band 112, Nr. 4, 2012, S. 343–349.
- A. Cibois, R. W. Dekker, E. Pasquet, J. C. Thibault: New insights into the systematics of the enigmatic Polynesian sandpipers Aechmorhynchus parvirostris and Prosobonia leucoptera. In: Ibis. Band 154, Nr. 4, 2012, S. 756–767.
- M. Gelang, E. Pasquet, A. Cibois, P. Alström, P. Ericson: Ancestral ranges concealed by local extinctions: the historical biogeography of the African and Asian Turdoides babblers and allies (Aves: Passeriformes). 2012.
- A. Cibois, J. S. Beadell, G. R. Graves, E. Pasquet, B. Slikas, S. A. Sonsthagen, R. C. Fleischer: Charting the course of reed‐warblers across the Pacific islands. In: Journal of Biogeography. Band 38, Nr. 10, 2011, S. 1963–1975.
- A. Cibois, J. C. Thibault, E. Pasquet: Molecular and morphological analysis of Pacific reed warbler specimens of dubious origin, including Acrocephalus luscinius astrolabii. In: Bulletin of the British Ornithologists’ Club. Band 131, Nr. 1, 2011, S. 32–40.
- A. Cibois, J. C. Thibault, P. Raust, E. Pasquet: Systematics of the reed–warblers of the Tuamotu Archipelago, eastern Polynesia. In: Emu. Band 111, Nr. 2, 2011, S. 139–147.
- A. Cibois, N. Davis, S. M. S. Gregory, E. Pasquet: Bernieridae (Aves: Passeriformes): a familygroup name for the Malagasy sylvioid radiation. In: Zootaxa. Band 2554, 2010, S. 65–68.
- A. Cibois, M. Gelang, E. Pasquet.: Systematic notes on Asian birds [68]. An overview of the babblers and related groups. In: British Ornithologists’ Club Occasional Publication. Band 5, 2010, S. 1–5.
- A. Cibois, Thibault, J.–C. & Pasquet, E.: Influence of Quaternary sea–level variations on a land bird endemic to Pacific atolls. In: Proceedings of the Royal Society of London B. Band 277, S. 3445–3451.
- E. C. Dickinson, A Cibois 2010. Systematic notes on Asian birds [68].: A preliminary review of subfamily Pellorneinae, in part. In: British Ornithologists’ Club Occasional Publication. Band 5, 2010, S. 6–18.
- M. Gelang, A. Cibois, E. Pasquet, U. Olsson, P. Alström, P. Ericson: Phylogeny of babblers (Aves, Passeriformes) : major lineages, family limits and classification. In: Zoologica Scripta. Band 38, 2009, S. 225–236.
- B. Nguembock, A. Cibois, R. C. K. Bowie, C. Cruaud, E. Pasquet: Phylogeny and biogeography of the genus Illadopsis (Passeriformes: Timaliidae) reveal the complexity of diversification of some African taxa. In: Journal of Avian Biology. Band 40, 2009, S. 113–125.
- A. Cibois, J.–C. Thibault, E. Pasquet: Systematics of the extinct reed warblers Acrocephalus of the Society Islands of eastern Polynesia. In: The Ibis. Band 150, 2008, S. 365–376.
- P. Schmitz, A. Cibois, B. Landry.: Cryptic differentiation in the endemic micromoth Galagete darwini (Lepidoptera, Autostichidae) on Galápagos volcanoes. In: Philosophical Transactions of the Royal Society B. Band 363, 2008, S. 3453–3458.
- G. M. Spellman, A. Cibois, R. G. Moyle, K. Winker, K. Barker: Clarifying the systematics of an enigmatic avian lineage: What is a Bombycillid? In: Molecular Phylogenetics and Evolution. Band 49, Nr. 3, 2008, S. 1036–1040.
- A. Cibois, J.–C. Thibault, E. Pasquet: Uniform phenotype conceals double colonization by reedwarblers of a remote Pacific archipelago. In: Journal of Biogeography. Band 34, 2007, S. 1150–1166.
- J. Fuchs, A. Cibois, J. W. Duckworth, R. Eve, W. G. Robichaud, T. Tizard, D. V. Van Gansbergue: Birds of Phongsaly province and the Nam Ou river, Laos. In: Forktail. Band 23, 2007, S. 22–86.
- P. Schmitz, A. Cibois, B. Landry.: Molecular phylogeny and dating of an insular endemic moth radiation inferred from mitochondrial and nuclear genes : the genus Galagete (Lepidoptera : Autostichidae) from the Galapagos islands. In: Molecular Phylogenetics and Evolution. Band 45, 2007, S. 180–192.

### Buchkapitel
- J. Cracraft, F. K. Barker, Michael J. Braun, J. Harshman, G. Dyke, J. Feinstein, S. Stanely, A. Cibois, P. Schikler, P. Beresford, J. Garcia-Moreno, Michael D. Sorenson, T Yuri, D P Mindell, A. Cibois: Phylogenetic relationships among modern birds (Neornithines): Toward an avian tree of life. In: Joel Cracraft, Michael J. Donoghue (Hrsg.) Assembling the Tree of Life. Oxford University Press, New York 2004.
- J. Cracraft, F. K. Barker, A. Cibois: Avian higher-level phylogenetics and the Howard & Moore Checklist of Birds. In: E. C. Dickinson (Hrsg.): The Howard & Moore Complete Checklist of the Birds of the World. 3. Auflage. Christopher Helm, London 2003, S. 16–51.

### Bücher
- Jean-Claude Thibault, Alice Cibois: Birds of Eastern Polynesia. Lynx Edicions, Barcelona 2017, ISBN 978-84-16728-05-3.